# 文琳
文琳（1829年—1898年），字小衢，号贡三，輝發那拉氏，内务府满洲正白旗人，清朝官员。

## 生平
道光二十五年，担任筆帖式。咸豐四年，擔任堂筆帖式。咸豐十一年，任堂委署主事。同治元年，會計司員外郎。同治四年，任廣儲司皮庫員外郎。同治七年，任會計司郎中。同治十二年，任廣儲司緞庫郎中。同治十三年，任淮安關監督。光緒元年，任會計司郎中。光緒五年，任江南織造。光緒六年，任都虞司郎中。光緒十三年，改任蘇州織造、慎刑司郎中。光緒十四年，任六庫郎中。光緒十八年，任坐辦堂郎中。光緒二十年，任刑部右侍郎。光緒二十四年（1898年）去世。
家族世居京都地安门内东板桥（今东板桥街）二道桥。

## 家庭
- 曾祖福爾錦。胞兄福勒賀，内务府郎中、护军参领，诰封振威将军。
- 祖父明鐸，骁骑校、署正黄旗骁骑参领，诰封振威将军。
- 父那崑，内务府员外郎、淮安关监督。妻謝氏，潘氏，李氏，關氏，譚氏，徐氏。
- 母徐氏。
- 胞叔那峻（字偉堂）；那峨，嘉慶己巳進士。
- 堂兄文彬，咸丰二年（1852年）进士。其子延燮，光緒十八年（1892年）壬辰科进士。
- 妻索絡豁金氏。胞兄內務府正黃旗滿洲崇光，其子清末军机大臣世續。
- 子延燾，延煊。